# Marinho Peres
Mário Peres Ulibarri, mais simplesmente conhecido como Marinho Peres (Sorocaba, 19 de março de 1947 – Sorocaba, 18 de setembro de 2023), foi um futebolista que atuou como zagueiro e treinador de futebol brasileiro.

## Carreira

### Jogador
Filho de médico, seu pai queria que seguisse carreira de Medicina. Dispensado do extinto time da Estrada de Ferro Sorocabana, aos 16 anos, formado em Economia, iniciou sua carreira de jogador no São Bento de Sorocaba.
Aos vinte anos, transferiu-se para a Portuguesa. Lá, marcou o primeiro gol da Lusa na história do estádio do Canindé.
Foi para o Santos em 1972, onde jogou ao lado de Pelé, Edu e Carlos Alberto Torres. Foram 94 jogos e 5 gols com a camisa santista, entre 1972 e 1974. Na final do Campeonato Paulista de Futebol de 1973, foi importante na decisão por pênaltis ao indicar ao goleiro alvinegro Agustín Cejas as mais prováveis direções de chutes dos ex-colegas de Portuguesa, contra quem os praianos acabaram dividindo o título exatamente por um engano da arbitragem com os êxitos de Cejas.
Seu desempenho na Copa do Mundo FIFA de 1974 chamou a atenção do Barcelona da Espanha, onde ficou por duas temporadas. Retornou ao Brasil (com o apoio dos dirigentes do clube) quando foi convocado para o serviço militar espanhol, por ter a nacionalidade daquele país em virtude de ter os pais espanhóis, sendo o seu pai madrilenho, e sua mãe, oriunda da região de Navarra, no País Basco.
Em 1976, voltou ao Brasil e passou a jogar pelo Internacional. Formou dupla de zaga com o chileno Figueroa no título brasileiro de 1976.
Em 1978, vestiu a camisa do Palmeiras.
Encerrou sua carreira no América – RJ, em 1981.

#### Seleção Brasileira
Pela Seleção Brasileira, disputou quinze partidas (três não oficiais) e anotou um gol.
Jogou a Copa do Mundo de 1974 em todas as partidas como titular e foi o capitão do time, após a saída de Piazza.

### Treinador
Como treinador, passou por diversas equipes, no Brasil e no exterior, sobressaindo-se especialmente em Portugal: no Vitória de Guimarães, alcançou em uma primeira temporada no cargo um festejado terceiro lugar no campeonato português e uma quartas-de-final da Liga Europa da UEFA. Também obteve um terceiro lugar português com o Belenenses, além de título na Taça de Portugal (em 1989) que encerrou jejum de 29 anos de troféus de alto nível da equipe lisboeta, em campanha na qual ela abateu Os Três Grandes. Acabaria eleito pelos sócios como o treinador da equipe ideal do centenário deste clube, em 2019.
No Sporting, revelou Figo, inclusive indicando suas qualidades ao velho colega Johan Cruijff, o que involuntariamente propiciou a contratação do jogador pelo Barcelona.
Como técnico no Brasil, trabalhou na reta final campanha do título paraense de 2006 do Paysandu, embora já não estivesse presente na última partida: foi o técnico na antepenúltima (0-0 contra o Abaeté, na rodada final do segundo turno) e na penúltima, já válida pelas finalíssimas entre os campeões de cada turno; nesta, venceu por 2-1 o Ananindeua do treinador Charles Guerreiro, pelo jogo de ida. Porém, criticado, foi substituído por Ademir Fonseca às vésperas do jogo da volta.

## Morte
Em 2019, sofreu um acidente vascular cerebral.
Marinho morreu em 18 de setembro de 2023, aos 76 anos. Ele estava há mais de um mês internado após uma pneumonia, além de complicações nos rins e no coração. 

## Títulos

### Jogador
- Campeonato Paulista: 1973, pelo Santos.
- Campeonato Brasileiro: 1976, pelo Internacional.
- Campeonato Gaúcho: 1976, pelo Internacional.

### Treinador
- Taça de Portugal pelo Belenenses, em 1989.
- Taça Cidade Maravilhosa pelo Botafogo, em 1996
- Taça Guanabara pelo Botafogo, em 1997
- Campeonato Paraense: pelo Paysandu, em 2006 [11]